# 資中武廟
資中武廟位於四川省內江市資中縣重龍鎮，文物遺址年代判定為清。2002年12月27日公佈為四川省第六批省級文物保護單位，並入資中文廟。2006年5月25日公佈為第六批全國重點文物保護單位。